# 省水器材

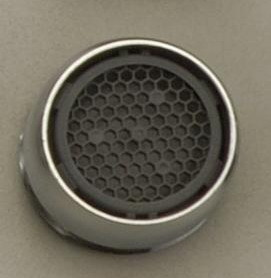
穩流式氣泡狀省水器

省水器材就是：在不造成生活上之不方便之前提下，在相同的用水習慣下能夠符合原器材的設計功能，可節省一半以上耗水量的控水器材。
以耗水型馬桶為例，在加裝兩段式沖水配件後，便能在不影響原有的能力之下，達到省水的目標。目前水利署認證的省水標章產品，有：一段式省水馬桶、一般水龍頭、二段式省水馬桶、蓮蓬頭、小便斗自動沖水、水龍頭、馬桶水箱用二段式省水沖水器、自閉式水龍頭、洗衣機等。

## 省水效果
| 一般型用水器材與省水器材的用水量／節水率之比較表 (※資料來源："https://web.archive.org/web/20070313151445/http://www.ftis.org.tw/water/teach/label_ch.html">) |                    |                                             |               |
| | 一般型用水器材     | 省水器材                                    | 平均節水率(%) |
| 水龍頭 | 15 ~ 20 公升/分鐘  | 9 公升/分鐘以下                             | 50% 以上      |
| 蓮蓬頭 | 15 ~ 20 公升/分鐘  | 10 公升/分鐘以下                            | 50% 以上      |
| 一段式馬桶 | 12 ~ 14 公升/次    | 6 公升/次以下                               | 50% 以上      |
| 兩段式馬桶 | －                 | 第一段9 公升/次 以下 第二段4.5 公升/次 以下 | 30% ~ 65%     |
| 兩段式沖水器 | －                 | 小號用水量 約為大號的一半                   | 30% ~ 50%     |
| 省水器材配件 | －                 | 馬桶相關配件/ 水龍頭/蓮蓬頭                 | 20%~70%       |
| 洗衣機 | 35 公升/每公斤衣物 | 配件 22 公升/每公斤衣物                     | 35% 以上      |

## 水龍頭省水
基本上，最適當的水龍頭省水方式是指「不感到不便及不引起衛生顧慮原則下，使消費者在不知不覺中將浪費的水省下來」，並非刻意降低水龍頭流量，導致使用者反感。以現今公共場所或機關學校洗手台水龍頭為例，流量每分鐘超過12公升甚至15公升以上的十分常見。其實，若只是單純洗手，水量每分鐘3-4公升即已足夠，非但不影響洗淨能力，亦不會延長洗手時間。換句話說，現今甚多洗手台水龍頭的水量至少可節省六成甚至八成以上。因此，省水水龍頭的使用與推廣確實有其必要性。由於全球環保意識覺醒，先進國家均有限定水龍頭最大流量的規定。

## 省水蓮蓬頭
台灣每年生產銷售蓮蓬頭數量經統計分析約在58萬個，除供應新建住宅外，多以大賣場零售DIY產品為主，產品式樣繁多，有逐漸朝多重水流趨勢發展。
世界各國蓮蓬頭均有最大流量限制，以美國ANSI為例，每分鐘流量標準不得超過9.5公升，且其測試標準係在80PSI（約5.5kgf/cm2）水壓下。目前CNS尚未制訂蓮蓬頭國家標準，因此台灣並無流量限制。在台灣供水壓力平均1.5kgf/cm2情況下，若無流量限制，平均流量約在10～15公升/分鐘，因此仍有節水空間。但供水壓力小於0.5kgf/cm2之地區，如使用省水蓮蓬頭，恐有瓦斯熱水器無法點燃之虞，為顧慮安全起見，低水壓地區不鼓勵使用省水型蓮蓬頭。

## 省水馬桶
兩段式馬桶省水效果優良，因為在小號時不需要那麼多的水就可以沖乾淨，只是機械構造必須堅固耐用。
但是設定不良的省水馬桶可能造成更大浪費：省水馬桶的設想是設計較佳、可以用更少的水達到相同的沖洗效果；但有些省水馬桶因為法規或宣傳等因素，將出水量設定低過頭，造成沖洗能力下降，經常要按兩次才能沖乾淨。

## 穩流式氣泡狀省水器
省水器原理主要發揮在「起泡頭」。在水中打入氣泡，使單位體積內的水減少，流速變慢，水泡表面積加大，在洗濯表面停留時間加長，達到省水及不噴濺的效果。節流牌省水器再加入能穩壓、穩流的「節流片」，讓使用的舒適度最佳，在各種水壓下都能有效省水。

## 外部連結
- 節水團以科技開發節水空間 （页面存档备份，存于）
- 省水器材篇